# 周緯
周纬（1883年—1949年）字星槎，贵州镇远人（一說安徽人），中华民国法学家、政治人物。

## 生平
周纬生于1883年。早年留学法国，获巴黎大学法学博士。曾任国际联盟中国代表办事处一等秘书兼秘书长，国立北京大学国际公法教授，国民政府外交部条约委员会专任委员。1930年12月，任立法院立法委员。同时兼任国立中央大学文学院外文系及法学院政治学系教授。
1932年3月，南京国民政府部分立法委员、监察委员发起成立“国民外交协会”，同年9月创刊《国民外交杂志》。周纬是国民外交协会第二届执监委员之一，并且是第二届常务委员之一。他是《国民外交杂志》的主要撰稿人之一。在为《国民外交杂志》撰文时，署名“周纬”或“周星槎”。
抗日战争时期，周纬任汪精卫政权立法院立法委员，汪精卫政权立法院军事委员会委员长。
1949年病逝于南京。

## 著作
- 《中国兵器史稿》
- 《亚洲各民族古兵器考》
- 《亚洲古兵器制造考略》